# Dragunja Donja
Dragunja Donja (en cyrillique : Драгуња Доња) est un village de Bosnie-Herzégovine. Il est situé sur le territoire de la ville de Tuzla, dans le canton de Tuzla et dans la fédération de Bosnie-et-Herzégovine. Selon les premiers résultats du recensement bosnien de 2013, il compte 387 habitants.

## Démographie

### Évolution historique de la population dans la localité
| 1948 | 1953 | 1961 | 1971 | 1981 | 1991 | 2013 |
| ---- | ---- | ---- | ---- | ---- | ---- | ---- |
| -    | -    | 664  | 692  | 710  | 489  | 387  |

|  |

### Communauté locale
En 1991, le village de Dragunja Donja faisait partie de la communauté locale de Dragunja, qui comptait 1 721 habitants, répartis de la manière suivante :